# San Ildefonso (Bulacan)
San Ildefonso é um município de  primeira classe de renda municipal (d) na província Bulacan, nas Filipinas. De acordo com o censo de 1 de maio  de  2020 possui uma população de 115 713 pessoas e 29 301 domicílios.